# Elías Figueroa (Fußballspieler, 1946)
Elías Ricardo Figueroa Brander (* 25. Oktober 1946 in Valparaíso) ist ein ehemaliger chilenischer Fußballspieler. Sein Spitzname ist Don Elias.

## Laufbahn
Er spielte für Chile bei den Weltmeisterschaften 1966 (Einsätze gegen Italien, Nordkorea, Sowjetunion), 1974 (Einsätze gegen Bundesrepublik, DDR, Australien) und 1982 (Einsätze gegen Österreich, Deutschland, Algerien). Zu seinen Vereinen, in denen er aktiv war, zählen Unión La Calera, Deportes Santiago Wanderers Valparaiso (1960–1966), Peñarol Montevideo (1966–1971: Finalist Copa Libertadores 1971, zweimal Meister), SC Internacional (1971–75: einmal Meister 1971 und von 1971 bis 1975 Staatsmeister von Rio Grande do Sul), Palestino Santiago de Chile (1975–1980: einmal Meister), Fort Lauderdale Strikers (1981/82) und Colo Colo Santiago (1982–1984: einmal Meister). Insgesamt wurde Figueroa in 47 Länderspielen eingesetzt, in denen er zwei Tore erzielte. Die für seine lange Karriere eher geringe Anzahl an Länderspielen erklärt sich dadurch, dass er mit 20 Jahren nach Uruguay ging und nach vier Jahren in Montevideo für sechs Jahre nach Brasilien wechselte; durch seine Engagements im Ausland stand er der Nationalmannschaft seltener zur Verfügung.
Mit 20 Jahren wurde Elias Figueroa von Peñarol nach Montevideo geholt und wurde dort zu einer Institution, die Sonntag für Sonntag gefeiert wurde. Als der umsichtige, stets faire „Gentleman als Libero“ Uruguay in Richtung Brasilien verließ, winkten ihm 5000 enthusiastische Fans zum Abschied zu. In Porto Alegre setzten sich seine Erfolge fort. Bei Fort Lauderdale kämpfte er an der Seite von Gerd Müller und Cubillas, bevor er 1982 zum chilenischen Rekordmeister Colo Colo in sein Heimatland zurückkehrte. Elias verdankt seine Popularität nicht nur seinem hohen fußballerischen Können. „Er ist vom Scheitel bis zur Sohle ein beispielhafter Sportsmann und Kamerad“, lobte Nationalmannschaftstorwart Mario Osben.
Er wurde im März 2004 von Pelé in die Liste der FIFA 100 aufgenommen. Von 1974 bis 1976 war Figueroa dreimal in Folge Südamerikas Fußballer des Jahres. Bei der WM 1974 wurde er zum besten Abwehrspieler des Turniers nach Franz Beckenbauer gewählt. Später u. a. in Argentinien Manager bei Temperley.

## Erfolge
- Meister von Uruguay: 1967, 1968
- Meister von Brasilien: 1975, 1976
- Meister von Chile: 1978
- Pokal von Chile: 1977
- Staatsmeisterschaft von Rio Grande do Sul: 1972, 1973, 1974, 1975, 1976

## Auszeichnungen
- FIFA World Player – Weltfußballer des Jahres 1975 and 1976[4][5][6]
- Mannschaft der Stars Fußball-Weltmeisterschaft 1974[7]
- Fußballer des Jahres von Südamerika: 1974, 1975, 1976
- Bester Abwehrspieler Südamerikas des Jahres, von 1971 bis 1977
- Den dritten Platz in Südamerika als Fußballer des Jahres 1977
- Fußballer des Jahres von Brasilien: 1972, 1976
- Bola de Prata (Brasilien): 1974, 1975, 1976
- Player of the year in uruguayischen Meisterschaft  1967–1968
- Player of the year in chilenischen Meisterschaft 1881[8]
- Award für den besten Sportsman des Jahres in Chile[8]
- Bester ausländischen Spieler, in Uruguay und Brasilien 2002–2004
- Der beste Fußballer in der chilenischen Geschichte – Circle of Sports Journalists von Chile[9] 1999
- Chilenischer Fußballer der Geschichte durch IFFHS –  Position 1[10] 2006
- Südamerikanischer Fußballer des zwanzigsten Jahrhunderts durch die IFFHS – Rang  8[11] 2000
- Welt-Fußballer des 20. Jahrhunderts von dem IFFHS – Rang 37[12]
- Der beste Südamerikanische Abwehrspieler des zwanzigsten Jahrhunderts durch die IFFHS[11] 2000
- Mitglied der Liste „FIFA 100“ 2004
- Mitglied des Südamerikaner Fußballteam des 20. Jahrhunderts[13] 1999
- Mitglied des Historic Fußballteam der Copa America[14][15][16][17][18] 2011
- Team Member 2010 Bicentennial Santiago Wanderers 2010
- Ausgewählt aus der Gruppe der Top 50 Spieler in der Geschichte – durch  Zeitschrift „World Soccer“-[19] 2010
- Gewählt einer der Top 100 Spieler des zwanzigste Jahrhundert – durch brasilianische Zeitschrift „Placar“ – Rang 19[20] 1999
- Gewählt einer der Top 100 Spieler des zwanzigste Jahrhundert – durch brasilianischen magazin „Play-boy“ – Rang 13[21] 2005
- Mitglied des Walk of Fame Maracanã[22]
- Single Fußballer mit Hugo Sanchez in drei Weltmeisterschaften abwechselnd teilnehmen 1966, 1974, 1981
- 19-mal nominiert zur Auswahl des Welt-und/oder Südamerika-Spieler 1966–1983
- In jedem Team, in dem er spielte, wurde er zum Kapitän ernannt 1966–1982